# Sunday Bada
Sunday Olanrewaju Bada (* 22. Juni 1969 in Kaduna, Nigeria; † 12. Dezember 2011 in Lagos) war ein nigerianischer Sprinter, der sich auf die 400 Meter spezialisiert hatte.

## Karriere
Er war in den 1990er Jahren aktiv und gewann zwei Goldmedaillen in Einzelrennen:
- 1992 beim Weltcup in Havanna (44,99 s) und
- 1997 bei den Hallenweltmeisterschaften in Paris (45,51 s)

Sunday Bada nahm an drei Olympischen Spielen teil.
Als Einzelläufer konnte er jedoch keine Erfolge verbuchen. Während er 1992 in Barcelona und 1996 in Atlanta noch bis ins Halbfinale vorstieß, kam er 2000 in Sydney über das Viertelfinale nicht hinaus. Dafür jedoch erwies er sich als wichtige Stütze der nigerianischen 4-mal-400-Meter-Staffel, die zweimal das Finale erreichte:
- 1992 in Barcelona: Platz 5 in 3:01,71 min (Die Medaillengewinner liefen alle unter 3 Minuten).

- 2000 in Sydney: Erst Gewinn der Silbermedaille in 2:58,68 min (Team: Clement Chukwu. Jude Monye, Sunday Bada als 3. Läufer und Schlussläufer Enefiok Udo-Obongy) hinter den USA (Gold in 2:56,35 min) und vor Jamaika (Bronze in 2:58,78 min). Im August 2008 wurde die ursprünglich siegreiche US-amerikanische Staffel wegen eines Dopingvergehens ihres Läufers Antonio Pettigrew nachträglich disqualifiziert. Seit Juli 2012 wurde der nigerianischen Staffel offiziell das Gold zuerkannt.[2] Damit wurde Bada nach seinem Tod Olympiasieger.

1996 in Atlanta schied die nigerianische Staffel im Halbfinale aus. Das nacholympische Jahr 1997 wurde indessen zum Jahr seines größten Triumphes. Bei den Hallenweltmeisterschaften 1997 in Paris gewann er in der afrikanischen Hallenrekordzeit von 45,51 s den Titel, nachdem er bei den vorangegangenen Hallenweltmeisterschaften bereits zweimal Silber gewonnen hatte:
- Hallenweltmeisterschaften 1997 in Paris: Gold in 45,51 s vor dem Briten Jamie Baulch (Silber in 45,62 s) und dem Japaner Shunji Karube (Bronze in 45,76 s)

- Hallenweltmeisterschaften 1995 in Barcelona: Silber in 46,38 s hinter dem US-Amerikaner Darnell Hall (Gold in 46,17 s) und vor dem Russen Michail Vdovin (Bronze in 46,65 s)

- Hallenweltmeisterschaften 1993 in Toronto: Silber in 45,75 s hinter dem US-Amerikaner Butch Reynolds (Gold in 45,26 s) und vor dem Australier Darren Clark (Bronze in 46,45 s)

Bei den Hallenweltmeisterschaften 1999 in Maebashi und 2001 in Lissabon schied er mit 47,07 s bzw. 48,18 s im Halbfinale aus.
An Freiluftweltmeisterschaften nahm er fünfmal in Folge teil, konnte aber nur zweimal das Finale erreichen:
- Weltmeisterschaften 1993 in Stuttgart: Platz 5 in 45,11 s

- Weltmeisterschaften 1995 in Göteborg: Platz 8 in 45,50 s sowie Bronze als Schlussläufer der Staffel in 3:03,18 min hinter den USA und Jamaika, die beide unter 3 Minuten blieben.

Bei den folgenden Weltmeisterschaften ging seine Leistungskurve kontinuierlich zurück: 1997 in Athen musste er als 7. des Halbfinales (45,96 s), 1999 in Sevilla als 5. des Viertelfinales (45,69 s) und 2001 in Edmonton als 5. des Vorlaufs (46,12 s) die Konkurrenz beenden.
- An den Afrikameisterschaften, dem Pendant zu den Europameisterschaften, nahm Sunday Bada nur im Jahr 1990 in Kairo teil. Er gewann zwei Bronzemedaillen:
  - 200 m in 21,05 s hinter dem Kenianer Joseph Gikonyo (Gold in 20,89 s) und seinem Landsmann Abdullahi Tetengi (Silber in 21,01 s)
  - 400 m in 46,19 s hinter den Kenianern Samson Kitur (Gold in 45,15 s) und David Kitur (Silber in 46,13 s)

- Bei den Panafrikanischen Spielen 1991 in Kairo und 1995 in Harare gewann er in 45,81 s bzw. 45,03 s jeweils die Silbermedaille hinter Samson Kitur (45,40 s bzw. 44,36 s)

- Im Jahr 1993 belegte er beim Finale des Grand Prix in London in 45,28 s Platz 7.

- Im Jahr 1994 gewann er bei den Commonwealth Games in Victoria (Kanada) hinter dem Kenianer Charles Gitonga und dem Briten Du’aine Ladejo die Bronzemedaille (45,45 s)

Sunday Bada gewann insgesamt neun Landesmeisterschaften:
- 1990 in 46,7 s
- 1991 in 46,19 s
- 1992 in 45,42 s
- 1993 in 45,03 s
- 1994 in 45,75 s
- 1995 in 44,69 s
- 1996 in 45,2 s
- 1997 in 44,89 s
- 2001 in 46,00 s

Persönliche Bestzeiten
- Freiluft: 44,63 s, gelaufen am 16. August 1993 in Stuttgart
- Halle: 45,51 s, gelaufen am 9. März 1997 in Paris

Sunday Bada war 1,88 m groß und brachte in seiner aktiven Zeit 79 kg auf die Waage.

## Tod
Sunday Bada wurde am 12. Dezember 2011 in Lagos leblos aufgefunden.